# NGC 3693
NGC 3693 est une vaste galaxie spirale située dans la constellation de la Coupe. NGC 3693 a été découverte par l'astronome germano-britannique William Herschel en 1786.

## Caractéristiques
La classe de luminosité de NGC 3693 est II et elle présente une large raie HI. Elle renferme également des régions d'hydrogène ionisé.

### Distance
Sa vitesse par rapport au fond diffus cosmologique est de 5 321 ± 26 km/s, ce qui correspond à une distance de Hubble de 78,5 ± 5,5 Mpc (∼256 millions d'al).
À ce jour, cinq mesures non basées sur le décalage vers le rouge (redshift) donnent une distance de 56,780 ± 9,145 Mpc (∼185 millions d'al), ce qui est à l'extérieur des valeurs de la distance de Hubble. Notons cependant que c'est avec la valeur moyenne des mesures indépendantes, lorsqu'elles existent, que la base de données NASA/IPAC calcule le diamètre d'une galaxie et qu'en conséquence le diamètre de NGC 3693 pourrait être d'environ 75,6 kpc (∼247 000 al) si on utilisait la distance de Hubble pour le calculer.

## Supernova
La supernova SN 2013hu a été découverte dans cette galaxie à Yamagata au Japon par K. Itagaki le 28 décembre 2013. Cette supernova était de type IIp.